# Ruth Jebet
Ruth Jebet (in arabo روث جيبيت‎?; 17 novembre 1996) è una siepista bahreinita di origine keniota, ex detentrice del record mondiale dei 3000 m siepi.

## Biografia
Nel marzo 2020 l'Athletics Integrity Unit (AIU), il tribunale antidoping della federazione di atletica leggera, le ha inflitto la squalifica per un periodo di quattro anni per violazione del regolamento antidoping, con revoca di tutti i risultati conseguiti dal 1º dicembre 2017 al 4 febbraio 2018, data in cui era provvisoriamente stata sospesa. L'atleta è risultata positiva al recombinant erythropoietin (r-EPO) (EPO nella forma ricombinante) in un controllo effettuato a sorpresa a Kapsabet in Kenya il 1º dicembre 2017.

## Palmarès
| Anno | Manifestazione      | Sede           | Evento       | Risultato | Prestazione | Note                          |
| ---- | ------------------- | -------------- | ------------ | --------- | ----------- | ----------------------------- |
| 2013 | Campionati asiatici | Pune           | 3000 m siepi | Oro       | 9'40"84     | Record dei campionati         |
| 2014 | Mondiali juniores   | Eugene         | 3000 m siepi | Oro       | 9'36"74     |                               |
| 2014 | Giochi asiatici     | Incheon        | 3000 m siepi | Oro       | 9'31"36     | Record dei Giochi             |
| 2015 | Mondiali            | Pechino        | 3000 m siepi | 11ª       | 9'33"41     |                               |
| 2016 | Asiatici indoor     | Doha           | 3000 m piani | Argento   | 8'47"24     | Miglior prestazione personale |
| 2016 | Giochi olimpici     | Rio de Janeiro | 3000 m siepi | Oro       | 8'59"75     | Record asiatico               |
| 2017 | Mondiali            | Londra         | 3000 m siepi | 5ª        | 9'13"96     |                               |

## Altre competizioni internazionali
2016
- Vincitrice della Diamond League nella specialità dei 3000 m siepi (56 punti)

2017
- Vincitrice della Diamond League nella specialità dei 3000 m siepi